# Xã Jackson, Quận Texas, Missouri
Xã Jackson (tiếng Anh: Jackson Township) là một xã thuộc quận Texas, tiểu bang Missouri, Hoa Kỳ. Năm 2010, dân số của xã này là 1.233 người.